# Letícia Colin
Letícia Helena de Queiroz Colin (Santo André, São Paulo, 30 de diciembre de 1989), conocida simplemente como Letícia Colin, es una actriz, cantante y presentadora brasileña. Hizo su debut en la televisión de su país en la serie Sandy e Junior en el año 2000. En cine su debut se presentó en 2004 en la comedia Um Show de Verão.

## Filmografía

### Televisión
| Año       | Título                      | Rol                            | Notas                                                           |
| --------- | --------------------------- | ------------------------------ | --------------------------------------------------------------- |
| 2000-2001 | Sandy e Junior              | Glorinha                       | Temporadas 1-2                                                  |
| 2002      | Malhação                    | Kailani                        |                                                                 |
| 2003      | TV Globinho                 | Presentadora                   |                                                                 |
| 2004      | Histórias de Cama & Mesa    |                                |                                                                 |
| 2005-2006 | Floribella                  | Marta                          | Temporadas 1-2                                                  |
| 2007      | Luz do Sol                  | Heloísa Bacelar (Helô)         |                                                                 |
| 2008-2009 | Chamas da Vida              | Viviane Galvão Ferreira (Vivi) |                                                                 |
| 2010      | A História de Ester         | Ana                            |                                                                 |
| 2011      | Vidas em Jogo               | Juliana Brandão                |                                                                 |
| 2012      | Mandrake                    | Lídia Birman                   | Episodio: "A Investigação" Episodio: "Robin Hood de Copacabana" |
| 2013      | Além do Horizonte           | Vitória                        |                                                                 |
| 2014      | Questão de Família          | Luciana                        | Episodio: "Verdades"                                            |
| 2014-2015 | Amor Veríssimo              | Various characters             | Temporadas 1-2                                                  |
| 2015      | Sete Vidas                  | Elisa de Moraes Ribeiro        |                                                                 |
| 2015      | A Regra do Jogo             | Paty                           | Episodio: "1-10 de setembro de 2015"                            |
| 2016      | Chapa Quente                | Angélica                       | Episodio: "De Ciumento e Louco Todo Mundo Tem Um Pouco"         |
| 2016      | Nada Será Como Antes        | Julia Azevedo Queiroz          |                                                                 |
| 2017      | Novo Mundo                  | Maria Leopoldina de Austria    |                                                                 |
| 2017      | A Vida Secreta dos Casais   |                                |                                                                 |
| 2018      | A Costureira e o Cangaceiro | Lindalva                       |                                                                 |
| 2018      | Nuevo sol                   | Rosa                           |                                                                 |
| 2022      | Todas as Flores             | Vanessa                        |                                                                 |
| 2024      | Os outros                   | Raquel                         |                                                                 |

}

### Cine
| Año  | Título                                               | Rol             |
| ---- | ---------------------------------------------------- | --------------- |
| 2004 | Um Show de Verão                                     | Hermana de Fred |
| 2010 | Bonitinha, mas Ordinária                             | Maria Cecilia   |
| 2011 | Amor?                                                | Carol           |
| 2014 | Não Pare na Pista: A Melhor História de Paulo Coelho | Ana             |
| 2015 | Ponte Aérea                                          | Amanda          |
| 2015 | Amor em Sampa                                        | Mabel           |
| 2016 | Um Namorado para Minha Mulher                        | Mariana         |
| 2017 | Os Saltimbancos Trapalhões: Rumo a Hollywood         | Karina          |
| 2017 | A Costureira e o Cangaceiro                          | Lindalva        |